# Велики Барјак
Велики Барјак је мало ненасељено острво у хрватском делу Јадранског мора.
Налази на око 0,2 км западно од острва Виса. Површина острва износи 0,018 км². Дужина обалске линије је 0,58 км.. 